# 竹橋事件
竹橋事件（たけばしじけん）は、1878年（明治11年）8月23日に、竹橋付近に駐屯していた大日本帝国陸軍の近衛兵部隊が起こした武装反乱事件である。竹橋騒動、竹橋の暴動とも呼ばれる。

## 背景
動機は、西南戦争における財政の削減、行賞についての不平であった。大隈邸が攻撃目標とされたのは、彼が行賞削減を企図したと言われていたためである。加えて兵役制度による壮兵制時代の兵卒への退職金の廃止、家督相続者の徴兵の免除なども不満として挙げられていた。
7月上旬、かねてより士官に比べ兵卒の恩賞が極めて少ない事に不満を抱いていた近衛砲兵大隊第2小隊馭卒の長島竹四郎は、同馭卒小島萬助と増給を強請せんと論じた。
続いて彼らは8月上旬、近衛歩兵第2連隊第2大隊第2中隊兵卒の三添卯之助と接触し、近衛砲兵大隊第1小隊馭卒高橋小三郎、小川弥蔵、東京鎮台予備砲兵第1大隊の兵卒らとも接触した。反乱の機運は同予備砲兵第1大隊附内山定吾少尉、下副官梁田正直曹長、第1中隊平山荊火工下長（一等軍曹相当官）ら将校下士官も巻き込み、決起の計画が練られた。
近衛鎮台では将校や下士官への不信感から兵卒だけで決起せんとしていたが、東京鎮台予備砲隊では「近頃兵卒は何かと将校を軽蔑する節がある、理非の分別もなく百姓一揆の様な事を起こしては不都合である」との平山火工下長から内山少尉への提案により全隊が決起する予定となり、大隊長の岡本柳之助少佐も決起には絶対反対と言う立場ではなかった。このほか、近衛工兵中隊の第2小隊にも接触が行われているが、彼らは呼応には至らなかった。
旗を用いて合図を送ったり、「龍興」「龍野」等の暗号、「龍」→「龍起」、「偶日」→「奇日」等の合言葉を作成する等、計画的なものであった。
内務省の判任官十等属・西村織兵衛は事件の起こる直前の夕方、神田橋の公衆便所で3人の近衛兵が便所の外で叛乱計画の謀議を行っている事を知り、内務省に立ち戻り大書記官武井守正に急を知らせた。この通報により蹶起計画は事前に漏れていたのだが、阻止することはできなかった。

## 事件経過
午後11時、橋西詰にあった近衛砲兵大隊竹橋部隊を中心とした反乱兵計259名が山砲2門を引き出して蜂起し、騒ぎを聞いて駆けつけた大隊長・宇都宮茂敏少佐、続いて週番士官・深沢巳吉大尉を殺害した。
一方の東京鎮台予備砲隊は、岡本少佐が突如内山少尉の提案を退け静観の姿勢へと転換、午後10時飛鳥山への行軍を開始した。暴動発生後も参加を勧める部下を抑え、そのまま飛鳥山で宿泊した。
砲兵隊の門前を出ると、既に近衛歩兵第1、第2連隊が出動しており、これと銃撃戦になった。戦闘に紛れて反乱軍は大蔵卿大隈重信公邸に銃撃を加え、営内の厩や周辺住居数軒に放火。この一時間にわたる戦闘で鎮圧軍側では坂元彪少尉ら2名が死亡し、4名が負傷。対する反乱軍側も6人が死亡し、70名以上が捕縛された。
この戦闘で小銃弾を大幅に消耗してしまった反乱軍は午後12時、やむをえず天皇のいる赤坂仮皇居へと向かい、集まる参議を虜らえようとした。この道中で、さらに20余名が馬で駆け付けた近衛局の週番士官の説得に応じて投降、営舍へ戻った。残る94名は仮皇居である赤坂離宮に到着すると、騒ぎを諌めようとした近衛局当直士官・磯林真三中尉に誘導され、正門へ到着し、「嘆願の趣きあり」 と叫んだ。
正門を警備している西寛二郎少佐率いる近衛歩兵隊が一行を阻止し、武器を渡せと叫ぶと、反乱側代表として前へ出た兵士は一瞬斬り掛る風を見せたが、士官の背後に近衛歩兵一個中隊が銃を構えているのを見て、士気を喪失し、刀を差し出した。続いて絶望したリーダー格の一兵士大久保忠八が銃口を腹に当てて自決した。これをしおに、残り全員が午前1時半をもって武装解除し投降。蜂起してからわずか2時間半後のことであった。
一方、東京鎮台予備砲隊では内山少尉が数名の部下を連れ赤羽火薬庫まで弾薬を取りに行くが、時既に暴動は鎮圧されていた。
同日午前8時、早くも陸軍裁判所で逮捕者への尋問が始められた。裁判長は黒川通軌、評事山川浩中佐、権評事・伏谷惇および阪元純煕少佐、参座国司順正中佐、西寛二郎少佐、鑑岡信綱少佐、大島久直少佐がつとめ、10月15日に判決が下された。
騒乱に加わった者のうち、三添ら55名は同日銃殺刑（うち2名は翌年4月10日処刑）、内山定吾少尉ら118名が准流刑（内山はのちに大赦）、懲役刑15名、鞭打ち及び禁固刑1名、4名が禁固刑に処せられている。士官でも岡本少佐のほか、近衛砲兵大隊第2小隊長の津田震一郎大尉、松尾三代太郎騎兵大尉らが官職剥奪で除隊、甲斐宗義大尉が降官、川上親枝中尉、池田綱平少尉、松村恒久大尉らが停職となった。事件に直接参加していない兵士、民間人1名を含め、全体で処罰を受けたものは394名だった。

## 影響
のちに日本軍の思想統一を図る軍人勅諭発案や、軍内部の秩序を維持する憲兵創設のきっかけとなり、また近衛兵以外の皇居警備組織として門部（後の皇宮警察）を設置するきっかけとなった。事件の内容は明治11年の各新聞に時系列を含めて詳細な行動が広く伝えられ、新聞社は号外も出したほどだった。陸軍省も竹橋事件についての発表を行い、各府県に通達し、それを新聞も報道している。近年では、行動の背景に自由民権思想の影響があったとも考えられている。

## 関連文献
- 澤地久枝 『火はわが胸中にあり―忘れられた近衛兵士の叛乱 竹橋事件』 岩波書店〈岩波現代文庫〉、2008年（平成20年）。初刊・角川書店、1978年（昭和53年）。
- 早乙女貢 『近衛兵の叛乱―竹橋事件顛末記』 新人物往来社、1978年（昭和53年）。
- 竹橋事件百周年記念出版編集委員会編 『竹橋事件の兵士達』 徳間書店、1979年（昭和54年）。
- 石光真人編著『ある明治人の記録　会津人柴五郎の遺書』 中央公論（中公新書）、1971年（昭和46年）（pp.121-123）。